# ناحیه ۱۰، شهرستان بنتون، آرکانزاس
ناحیه ۱۰، شهرستان بنتون، آرکانزاس (به انگلیسی: Township 10) یک منطقهٔ مسکونی در ایالات متحده آمریکا است که در شهرستان بنتون، آرکانزاس واقع شده‌است. این ناحیه ۱,۶۴۰,۲۱۰ نفر جمعیت دارد.